# Centri di Vavilov
I centri di origine (o centri di differenziazione) sono le aree geografiche in cui un gruppo di organismi, domesticati o selvatici, ha sviluppato originalmente le sue caratteristiche distintive. I centri di origine sono anche considerati i centri di diversificazione delle specie.

## Vegetali
La localizzazione del centro di origine delle colture agricole è di cruciale importanza per il lavoro di selezione genetica. Questa identificazione delle zone di origine dei raccolti, infatti, permette di indirizzare geograficamente la ricerca dei parenti selvatici, delle specie imparentate e di nuovi geni (specialmente i geni dominanti, che possono introdurre resistenze specifiche a malattie o altre caratteristiche desiderate nelle colture industriali).
La conoscenza delle aree di origine delle specie coltivate è importante per contrastare l'erosione genetica, la perdita del germoplasma conseguente alla scomparsa di ecotipi e razze autoctone, la scomparsa degli habitat (per esempio le foreste pluviali) e l'estendersi dell'urbanizzazione. La preservazione del germoplasma è sostenuta dalle banche del gene, in parte ospitate all'interno della rete di centri di ricerca agricola internazionale che sono raggruppati nel CGIAR e in parte attivate da una miriade di iniziative di conservazione in situ del germoplasma. Più recentemente, la costruzione e la messa in opera della Svalbard Global Seed Vault (la banca mondiale del germoplasma, localizzata sotto terra, nel permafrost delle isole Svalbard) ha rappresentato un importante passo avanti nella consapevolezza dell'importanza di mantenere, e rendere disponibile per le prossime generazioni, la ricchezza costituita dalla diversità del patrimonio genetico dei vegetali.

## I centri di Vavilov

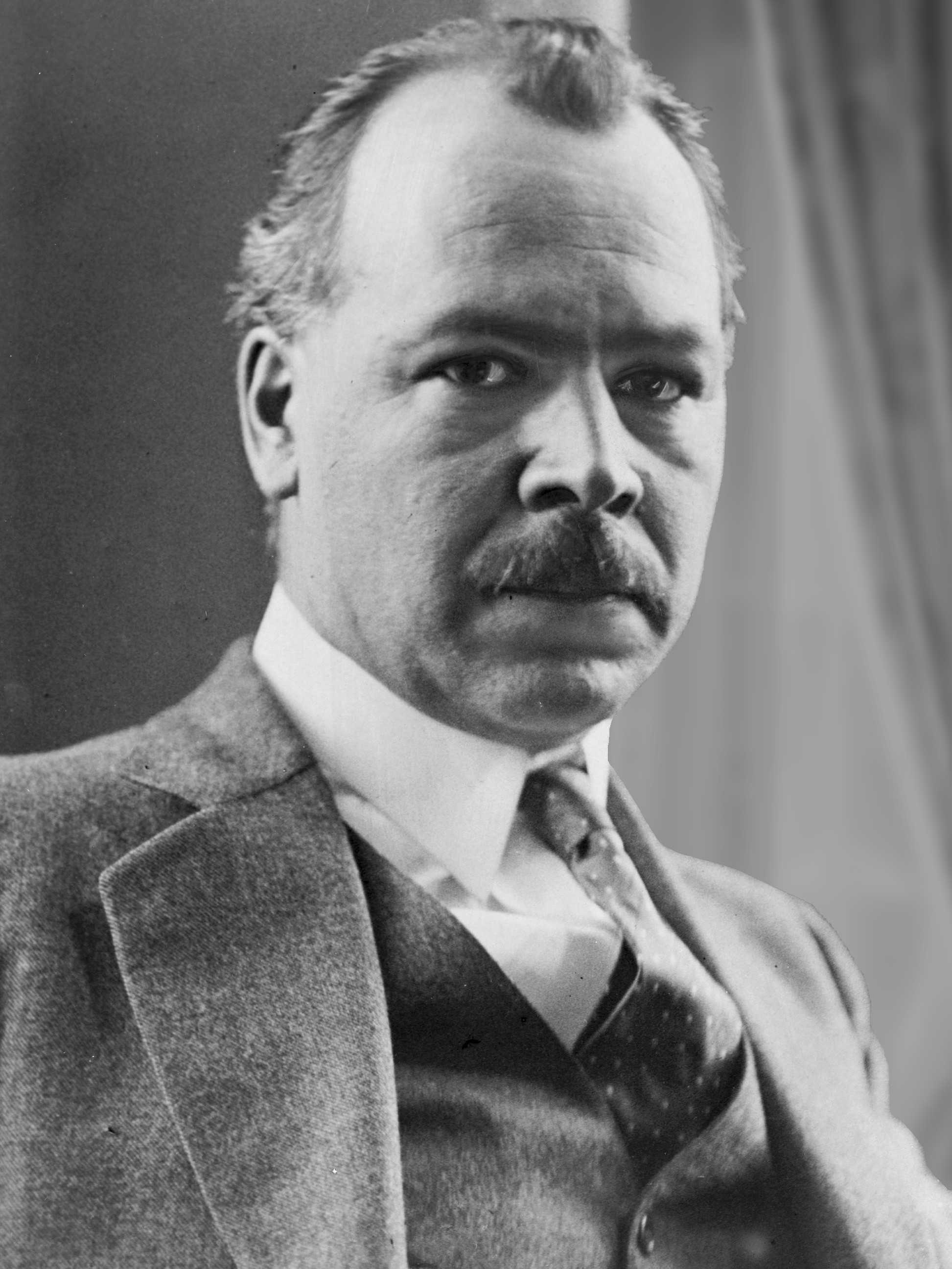
Nikolaj Vavilov, agronomo russo.

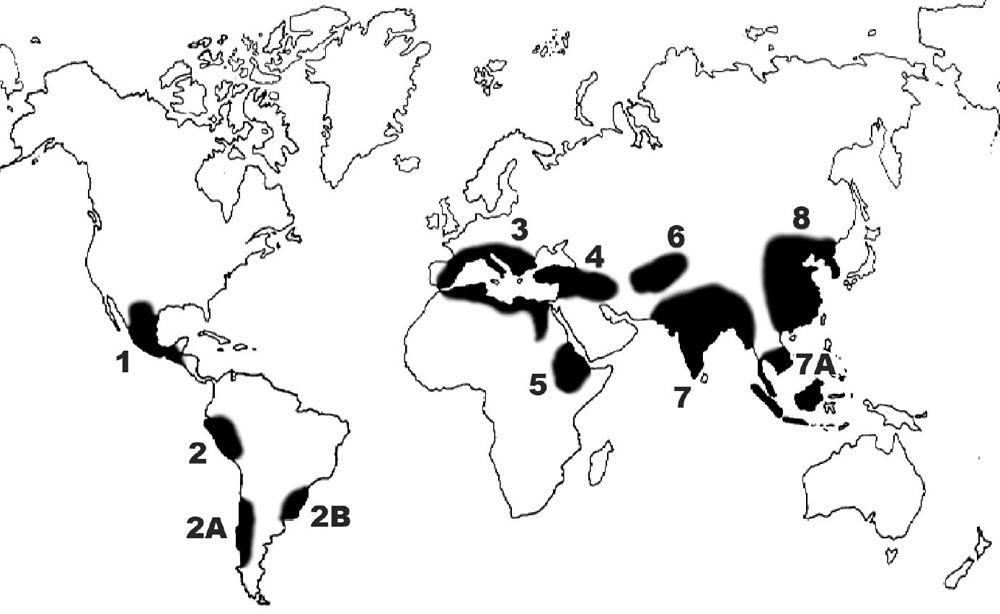
Distribuzione geografica dei Centri di Vavilov. (1) Messico-Guatemala, (2) Peru-Ecuador-Bolivia, (2A) Cile meridionale, (2B) Brasile meridionale, (3) Mediterraneo, (4) Medio Oriente, (5) Etiopia, (6) Asia centrale, (7) India-Birmania, (7A) Indocina, (8) Cina e Corea.

Un Centro di Vavilov (conosciuti anche come centri di diversità di Vavilov) è una regione del mondo identificata in origine dallo scienziato russo Nikolaj Ivanovič Vavilov come uno dei centri originale di domesticazione delle piante. 
Vavilov ha sviluppato la teoria originale dei centri di origine delle specie coltivate; ha dimostrato che la domesticazione dei vegetali non è accaduta in modo casuale in varie parti del mondo, ma è avvenuta in centri di differenziazione caratteristici per ogni specie. I centri di origine sono considerati anche i centri di diversità e ancora oggi i centri di Vavilov sono regioni del mondo dove si può riconoscere una vasta presenza di parenti selvatici dei raccolti coltivati, che rappresentano ancora un pool genico ampio e differenziato delle specie di interesse commerciale. Il fatto di poter attingere a un ampio spettro di geni diversi rappresenta non solo una ricchezza potenziale per il lavoro dei fitomiglioratori, ma anche una sicurezza per il futuro quando nuove malattie o nuove esigenze determinate dal cambio delle condizioni climatologiche, ecologiche o sociali renda preferibile o necessario modificare il comportamento di certe colture e - per poterlo fare - sia indispensabile attingere a un patrimonio genetico altrimenti estinto.
Centri mondiali di origine delle specie coltivate
| Centro | Piante |
| --- | --- |
| Comprende delle porzioni del Messico meridionale, Guatemala, Honduras e Costa Rica.                                                                                 | - Zea mays - Phaseolus vulgaris - Phaseolus coccineus - Phaseolus lunatus - Phaseolus acutifolius - Canavalia ensiformis - Chenopodium nuttalliae, Chenopodium ambrosioides - Amaranthus caudatus - Cucurbita ficifolia (C. melanosperma) - Cucurbita moschata - Cucurbita mixta - Sechium edule - Polakowskia tacaco - Sicana odorifera - Pachyrhizus tuberosus - Ipomoea batatas - Maranta arundinacea - Capsicum annuum - Capsicum frutescens - Gossypium hirsutum - Gossypium purpurascens - Agave sisalana, Agave angustifolia - Opuntia sp. - Annona cherimola, Annona reticulata, Annona squamosa, Annona muricata, Annona purpurea, Annona cinerea, Annona diversifolia, Annona glabra - Manilkara zapota - Casimiroa edulis - Pouteria sapota - Pouteria viridis (Achradelpha viridis) - Pouteria campechiana - Carica papaya - Persea schiedeana, Persea americana (P. gratissima) - Psidium guajava - Psidium friedrichsthalianum, Psidium sartorianum - Spondias mombin, Spondias purpurea - Crataegus mexicana, Crataegus stipulosa - Diospyros digyna - Chrysophyllum cainito - Anacardium occidentale - Prunus serotina (P. capollin) - Agave atrovirens - Cereus sp. - Nopalea cochenillifera - Tigridia pavonia - Physalis aequata - Solanum lycopersicum - Salvia chia - Theobroma cacao - Bixa orellana - Nicotiana rustica |
| Tre sotto-centri. 62 specie. | (isola presso la costa del Cile meridionale) - Solanum tuberosum - Madia sativa - Bromus mango - Fragaria chiloensis |
| Comprende la regione rivierasca del mare Mediterraneo. 84 specie.                                                                                                   | - Triticum durum subsp. expansum sect. mediterraneum, sect. africanum - Triticum dicoccum - Triticum polonicum, Triticum dicoccoides - Triticum spelta - Avena sativa - Avena brevis, Avena strigosa - Hordeum vulgare - Phalaris canariensis - Ervum monanthos - Lens esculenta ssp. macrosperma - Vicia ervilia - Lathyrus sativus macrospermus - Pisum sativum - Vicia faba var. major - Lupinus albus, Lupinus termis, Lupinus angustifolius, Lupinus luteus - Cicer arietinum - Hedysarum coronarium - Trifolium alexandrinum - Trifolium repens var. giganteum - Trifolium incarnatum - Ulex europaeus - Vicia sativa - Lathyrus gorgoni - Lathyrus ochrus - Lathyrus cicera - Ornithopus sativus - Spergula arvensis - Linum usitatissimum ssp. mediterraneum, Linum angustifolium - Sinapis alba - Brassica napus ssp. oleifera - Brassica nigra - Brassica campestris ssp. oleifera - Eruca sativa - Argania sideroxylon - Olea europaea - Ceratonia siliqua - Beta vulgaris, Beta maritima - Brassica oleracea, Brassica balearica, Brassica insularis, Brassica cretica - Petroselinum sativum - Cynara scolymus, Cynara cardunculus - Brassica campestris ssp. rapifera - Brassica napus var. rapifera - Portulaca oleracea - Allium cepa - Allium sativum - Allium porrum - Allium ampelastrum var. kurrat - Satureja hortensis - Lactuca sativa - Asparagus officinalis - Crambe maritima - Apium graveolens - Cichorium endivia, Cichorium pumilum - Cichorium intybus - Anthriscus cerefolium - Lepidium sativum - Pastinaca sativa - Tragopogon porrifolius - Scorzonera hispanica, Scorzonera undulata - Scolymus hispanicus - Smyrnium olusatrum - Anethum graveolens - Rheum officinale - Ruta graveolens - Rumex acetosa - Chenopodium rubrum, Chenopodium virgatum, Chenopodium capitatum - Nigella sativa - Carum carvi - Cuminum cyminum - Pimpinella anisum - Foeniculum vulgare - Thymus vulgaris - Hyssopus officinalis - Lavandula vera - Mentha piperita - Rosmarinus officinalis - Salvia officinalis - Iris pallida - Rosa damascena - Laurus nobilis - Humulus lupulus - Rubia tinctorum - Rhus coriaria - Cyperus esculentus |
| Comprende l'interno dell'Asia minore, tutta la Transcaucasia, Iran e gli altopiani del Turkmenistan. 83 specie.                                                     | - Triticum monococcum, Triticum thaoudar, Triticum aegilopoides - Triticum durum subsp. expansum - Triticum turgidum mediterraneum - Triticum vulgare - Triticum turanicum - Triticum persicum - Triticum timopheevii - Triticum macha - Triticum aestivum var. vavilovianum, Triticum dicoccum, Aegilops spp. - Hordeum distichum vv. medicum, nigricans, nutans - Secale cereale, Secale montanum, Secale ancestrale, Secale vavilovii, Secale silvestre, Secale villosum - Avena byzantina - Avena sativa - Cicer arietinum subsp. pisiforme - Lens culinaris, Lens ervoides, Lens nigricans, Lens kotschyana, Lens culinaris var. orientalis - Vicia ervilia - Pisum sativum, Pisum sativum subsp. elatius, Pisum fulvum - Lupinus pilosus, Lupinus angustifolius - Medicago sativa - Trifolium resupinatum - Trigonella foenum-graecum - Onobrychis altissima, Onobrychis transcaucasica - Lathyrus cicera - Vicia sativa - Vicia villosa - Vicia pannonica - Sesamum indicum - Linum usitatissimum - Brassica campestris subsp. oleifera - Brassica nigra var. pseudocampestris, var. orientalis - Brassica juncea var. sareptana - Camelina sativa - Eruca sativa var. orientalis - Cephalaria syriaca - Ricinus persicus - Pimpinella anisum - Coriandrum sativum - Lallemantia iberica - Papaver somniferum - Rosa centifolia - Rhus coriaria - Cucumis melo - Cucumis sativus subsp. antasiaticus - Cucurbita pepo - Lepidium sativum - Brassica campestris var. rapifera - Beta vulgaris - Daucus carota - Brassica oleracea - Eruca sativa - Allium cepa - Allium porrum, Allium ampeloprasum - Petroselinum hortense - Lactuca sativa - Portulaca oleracea - Ficus carica - Punica granatum - Malus pumila - Pyrus communis - Cydonia oblonga - Prunus divaricata - Prunus cerasus - Cerasus avium - Prunus dulcis, Prunus fenzliana, Prunus scoparia, Prunus spinosissima - Prunus laurocerasus - Mespilus germanica - Juglans regia - Corylus avellana, Corylus maxima, Corylus avellana var. pontica, Corylus colurna, Corylus colchica - Castanea sativa (C. vesca) - Ziziphus jujuba - Vitis vinifera - Berberis vulgaris - Prunus armeniaca - Prunus padus - Pistacia vera - Elaeagnus angustifolia - Diospyros lotus - Cornus mas - Crataegus azarolus - Crocus sativus - Rubia tinctorum |
| Comprende l'Abissinia, l'Eritrea e parte del Somaliland. 38 specie identificate; ricca in frumento e orzo.                                                          | - Triticum durum subsp. abyssinicum - Triticum turgidum subsp. abyssinicum - Triticum dicoccum subsp. abyssinicum - Triticum polonicum gr. abyssinicum - Hordeum sativum - Andropogon sorghum - Eragrostis abyssinica - Eleusine coracana (E. tocussa) - Pennisetum glaucum - Cicer arietinum - Lens esculenta - Pisum sativum - Vicia faba - Trigonella foenum-graecum - Lathyrus sativus - Vigna unguiculata var. sinensis, var. catjang - Lablab purpureus - Lupinus albus - Linum usitatissimum - Guizotia abyssinica - Carthamus tinctorius - Sesamum indicum - Ricinus communis - Lepidium sativum - Coriandrum sativum - Nigella sativa - Carum copticum - Rhamnus prinoides - Catha edulis (Celastrus edulis) - Coffea arabica - Brassica carinata - Allium sp. (Allium ascalonicum) - Ensete ventricosum - Hibiscus esculentus - Euphorbia ingens - Hagenia abyssinica - Commiphora habessinica - Indigofera argentea |
| Comprende India nordoccidentale (Punjab, province della frontiera nordovest e Kashmir), Afghanistan, Tagikistan, Uzbekistan, e il Tian-Shan occidentale. 43 specie. | - Triticum vulgare - Triticum compactum - Triticum sphaerococcum - Secale cereale - Pisum sativum - Lens culinaris - Vicia faba - Lathyrus sativus - Cicer arietinum - Vigna radiata - Vigna mungo - Brassica rapa subsp. oleifera - Brassica juncea - Eruca sativa - Lepidium sativum - Linum usitatissimum - Sesamum indicum - Coriandrum sativum - Trachyspermum ammi (Ammi copticum) - Carthamus tinctorius - Cannabis sativa - Gossypium herbaceum - Cucumis melo - Lagenaria vulgaris - Daucus carota - Brassica campestris subv. rapifera - Raphanus sativus - Allium cepa sensu lato, Allium pskemense, Allium vavilovii - Allium sativum - Spinacia oleracea, Spinacia tetrandra - Portulaca oleracea - Ocimum basilicum - Pistacia vera - Prunus armeniaca - Pyrus communis, Pyrus regelii, Pyrus korshinskyi, Pyrus vavilovii, Pyrus korshinskyi - Prunus dulcis, Prunus bucharica, Prunus spinosissima - Elaeagnus angustifolia - Ziziphus jujuba - Vitis vinifera - Juglans regia - Corylus colurna - Malus pumila |
| 7) India | Two subcenters Il centro principale comprende Assam e Birmania, non il Nordovest dell'India, Punjab, né le province della frontiera nordoccidentale. 117 specie. comprende Indocina e arcipelago malese. 55 specie |
| È il più vasto centro e comprende 136 specie | - Panicum miliaceum - Setaria italica - Echinochloa frumentacea - Sorghum bicolor - Avena nuda - Hordeum vulgare - Zea mays - Fagopyrum esculentum - Fagopyrum tataricum - Glycine max - Vigna angularis - Phaseolus vulgaris - Vigna unguiculata subsp. sesquipedalis - Mucuna pruriens - Phyllostachys nigra - Phyllostachys bambusoides - Phyllostachys edulis - Pleioblastus simonii - Fargesia nitida - Bambusa mitis - Bambusa vulgaris - Bambusa multiplex - Bambusa bambos - Sasa senanensis - Dioscorea polystachya - Raphanus sativus var. raphanistroides - Brassica rapa - Brassica juncea - Wasabia japonica - Arctium lappa - Amorphophallus konjac - Petasites japonicus - Adenophora pereskiifolia - Adenophora verticillata - Eleocharis dulcis, Bolboschoenus glaucus - Nelumbo nucifera - Sagittaria sagittifolia var. sinensis - Zizania latifolia - Ipomoea aquatica - Trapa bicornis - Trapa natans var. bispinosa - Colocasia esculenta, Colocasia antiquorum - Lilium tigrinum - Lilium maximowiczii - Elatostema umbellatum var. involucratum - Brassica chinensis - Brassica rapa - Brassica alboglabra - Brassica narinosa - Brassica juncea - Peucedanum litorale, Peucedanum japonicum - Aralia cordata - Rheum palmatum - Allium chinense, Allium ramosum - Allium fistulosum - Allium macrostemon - Allium sativum - Lactuca sp. - Solanum melongena - Cucumis melo - Cucumis sativus - Luffa cylindrica - Cucurbita moschata - Bolbostemma paniculatum - Chrysanthemum coronarium - Perilla frutescens - Asparagus cochinchinensis - Basella cordifolia - - della zona temperata - Pyrus pyrifolia - Pyrus ussuriensis - Malus asiatica - Prunus persica, Prunus davidiana - Prunus armeniaca - Prunus mume - Prunus salicina - Prunus simonii - Prunus tomentosa - Prunus pseudocerasus - Prunus speciosa - Crataegus pinnatifida - Chaenomeles speciosa - Chaenomeles sinensis, Chaenomeles japonica - Elaeagnus multiflora var. hortensis, Elaeagnus umbellata, Elaeagnus pungens - Ziziphus jujuba - Hovenia dulcis - Ginkgo biloba - Juglans regia, Juglans mandshurica - Carya cathayensis - Corylus heterophylla, Corylus ferox, Corylus colurna - Castanea crenata, Castanea mollissimaa - Torreya grandis - Pinus koraiensis - della zona subtropicale e tropicale - Citrus junos - Citrus cavaleriei - Citrus sinensis - Citrus reticulata, Citrus nobilis, Citrus tardiferox, Citrus japonica, Citrus amblycarpa - Citrus trifoliata - Diospyros kaki - Diospyros lotus - Eriobotrya japonica - Clausena lansium - Myrica rubra - Litchi chinensis - Dimocarpus longan - Rhodomyrtus tomentosa - Saccharum officinarum, - Saccharum sinense - Perilla frutescens - Raphanus sativus var. oleifera - Aleurites fordii, Vernicia montana - Camellia sasanqua, Camellia japonica - Melia azedarach - Sesamum indicum - Zanthoxylum bungei - Zanthoxylum piperitum, Zanthoxylum planispinum - Zanthoxylum simulans, Zanthoxylum schinifolium) - Cinnamomum aromaticum - Illicium anisatum, Illicium verum - Camellia sinensis - Sapindus mukorossi - Eucommia ulmoides - Sapium sebiferum, Triadica sebifera - Toxicodendron vernicifluum - Rhus succedanea - Broussonetia papyrifera, Broussonetia kazinoki - Morus alba, Morus alba, Morus australis - Cinnamomum camphora - Papaver somniferum - Panax ginseng - Aconitum carmichaelii - Smilax china - Boehmeria nivea, Boehmeria nivea - Cannabis sativa - Abutilon avicennae - Rhapis excelsa - Themeda triandra var. japonica - Metroxylon sagu - Persicaria tinctoria - Strobilanthes cusia - Rubia cordifolia - Lithospermum erythrorhizon - Astragalus sinicus - Cycas revoluta |